# 21601 Aias
21601 Aias è un asteroide troiano di Giove del campo greco. Scoperto nel 2001, presenta un'orbita caratterizzata da un semiasse maggiore pari a 5,247026 UA e da un'eccentricità di 0,037623, inclinata di 19,448762° rispetto all'eclittica. Ha un diametro di 54,909 km, un periodo di rotazione di 12,65 ore e un'albedo di 0,064.
È dedicato ad Aiace d'Oileo, principe della Locride.